# Pelochrista turiana
Pelochrista turiana es una especie de polilla perteneciente al género Pelochrista, categorizada en la tribu Eucosmini, de la subfamilia Olethreutinae.

## Distribución
Se distribuye por España.

## Taxonomía
Fue descrita por Zerny en 1927 y publicada por primera vez en Eos 3: 470.